# Инглфилд, Эдуард Август
Эдуард Август Ингльфи́льд (англ. Edward Augustus Inglefield; 27 марта 1820, Челтнем — 4 сентября 1894, Лондон) — британский адмирал.

## Биография
Старший сын контр-адмирала Сэмуэля Худа Ингльфильда (англ. Samuel Hood Inglefield) (1783—1847). 6 октября 1832 года поступил в Королевский морской колледж.
В 1852—1854 годах по поручению леди Франклин отправился на пароходе Isabella в Барроуский пролив, чтобы снабдить разыскивавшую Франклина эскадру провиантом и чтобы исследовать северные берега Баффинова залива. Ингльфильд проник в Смитов пролив до 79° северной широты и нашёл пролив, вопреки утверждению Джеймса Росса, открытым; этим он показал правильный путь для дальнейших экспедиций к Северному полюсу. Он исследовал на шлюпе HMS Phoenix также часть западной Гренландии, названной в его честь Землёй Ингльфильда.
2 июня 1853 года избран членом Королевского общества. 7 октября того же года произведен в чин капитана.
С июля 1855 года по март 1856 года, командуя фрегатом HMS Firebrand, участвовал в боевых действиях в Чёрном море. Затем, в марте-июле 1856 года, командовал фрегатом HMS Sidon в Средиземном море.
С 1 января 1861 года по 14 апреля 1864 года командовал кораблем HMS Majestic в Ливерпуле. В 1866—1868 годах командовал в Ла-Манше и Средиземном море броненосным фрегатом HMS Prince Consort.
26 мая 1869 года произведён в чин контр-адмирала. 2 июня того же года награждён орденом Бани кавалерского креста. С августа 1872 года по декабрь 1876 года занимал пост суперинтенданта Мальтийской королевской верфи.
11 декабря 1875 года произведён в чин вице-адмирала. 13 августа 1877 года посвящён в рыцари. С 1 апреля 1878 года занимал должность главнокомандующего Североамериканской и Вест-Индской станцией. 27 ноября 1879 года произведён в чин адмирала и отчислен от командования. 27 марта 1885 года уволен в отставку. 21 июня 1887 года награждён орденом Бани командорского креста.
В отставке сэр Эдвард посвятил большую часть своего времени живописи; его акварели арктических пейзажей выставлялись в нескольких художественных галереях в Лондоне.

## Сочинения
- «Report on the return of the Isabel from the artic regions» (в «Journal of the Royal Geographical Society», 1853)
- «A Summer search for Sir John Franklin» (1853).